# Терехи (Витебская область)
Терехи (бел. Церахі́) — деревня в Городокском районе Витебской области Беларуси. Входит в состав Бычихинского сельсовета.
Находится примерно в 4 верстах к юго-западу от более крупной деревни Хвошно.

## Население
- 1999 год — 54 человек
- 2010 год — 20 человек[4]
- 2019 год — 4 человека[1]